# Dysschema heliconissa
Dysschema heliconissa är en fjärilsart som beskrevs av Embrik Strand 1920. Dysschema heliconissa ingår i släktet Dysschema och familjen björnspinnare. Inga underarter finns listade i Catalogue of Life.